# Anteaters de l'UC Irvine
Les Anteaters de l'UC Irvine (en anglais : UC Irvine Anteaters) sont le club omnisports universitaire de l'université de Californie à Irvine.